# 格鲁吉亚独立日
格鲁吉亚独立日（英語：Independence Day Georgia, damoukideblobis dghe）是格鲁吉亚的全国性假日，定于每年的5月26日，为了纪念1917年俄国革命之后独立建国的格鲁吉亚民主共和国。在每年的獨立日，政府都會舉行閱兵、煙花匯演、總統演講、紀念典禮和攤位等活動，民間也會有自發活動去記念及承傳格魯吉亞的文化和歷史。

## 历史
19世纪以来都是属于俄罗斯帝国版图范围，1918年4月9日外高加索宣布从苏俄独立，成立外高加索民主联邦共和国，短暂成立之后又迅速分裂为三个独立国家，其中之一便是5月26日成立的格鲁吉亚民主共和国。1921年5月苏联红军入侵格鲁吉亚，之后成立格鲁吉亚苏维埃社会主义共和国重新加入苏联直至1991年苏联解体。

## 画廊

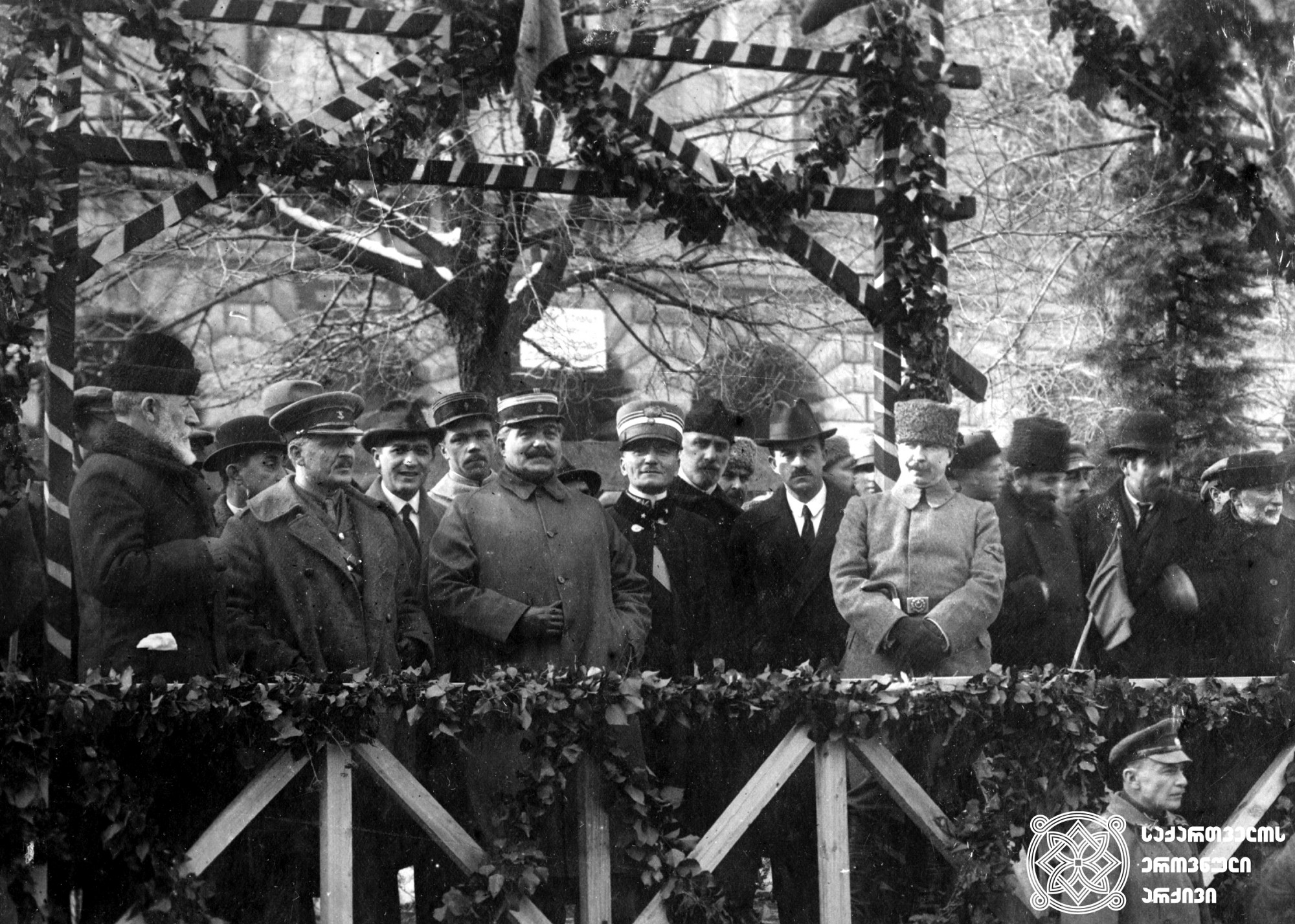
1919年5月26日建国一周年纪念日
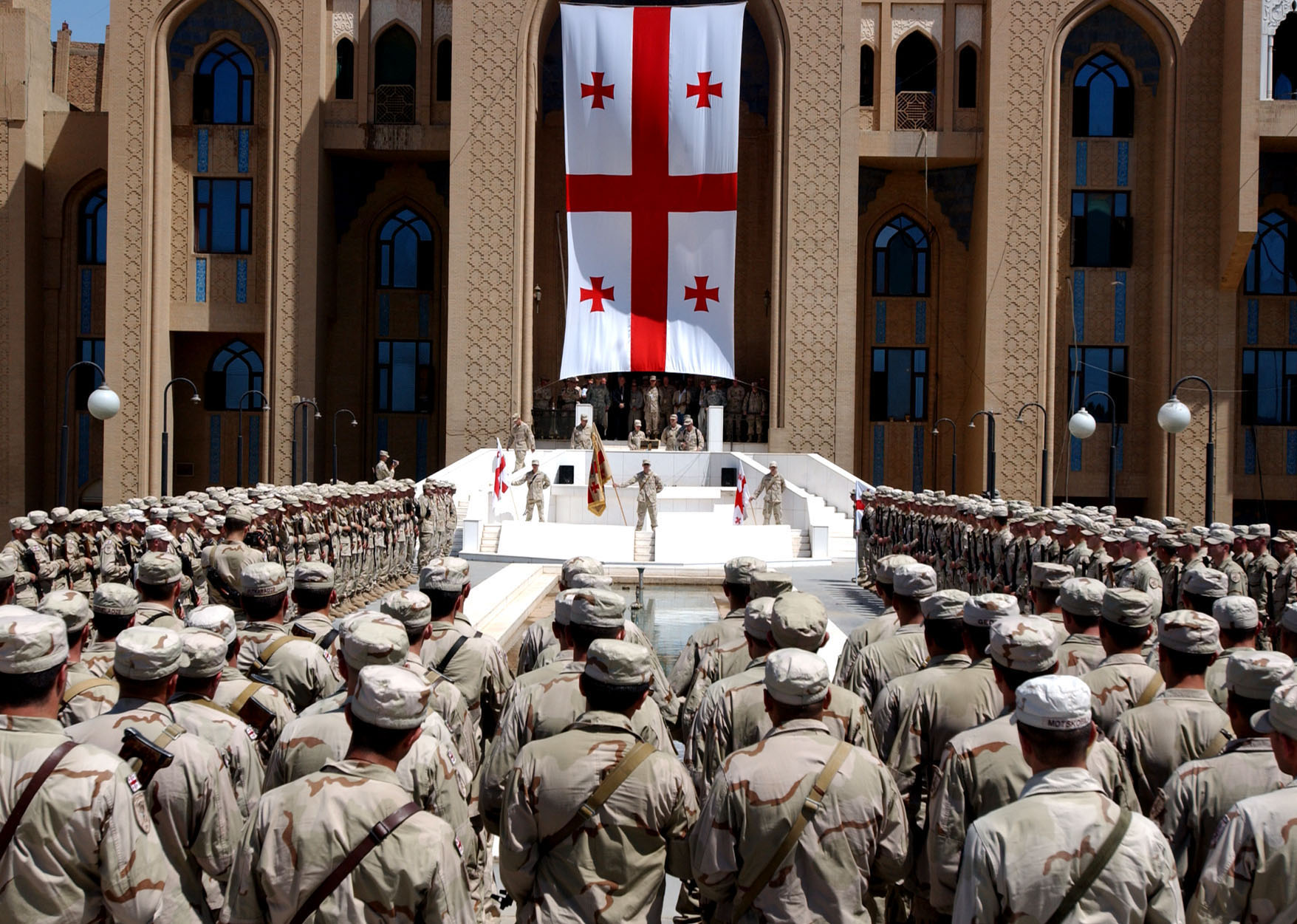
2006年5月26日格鲁吉亚士兵在伊拉克首都巴格达庆祝国庆
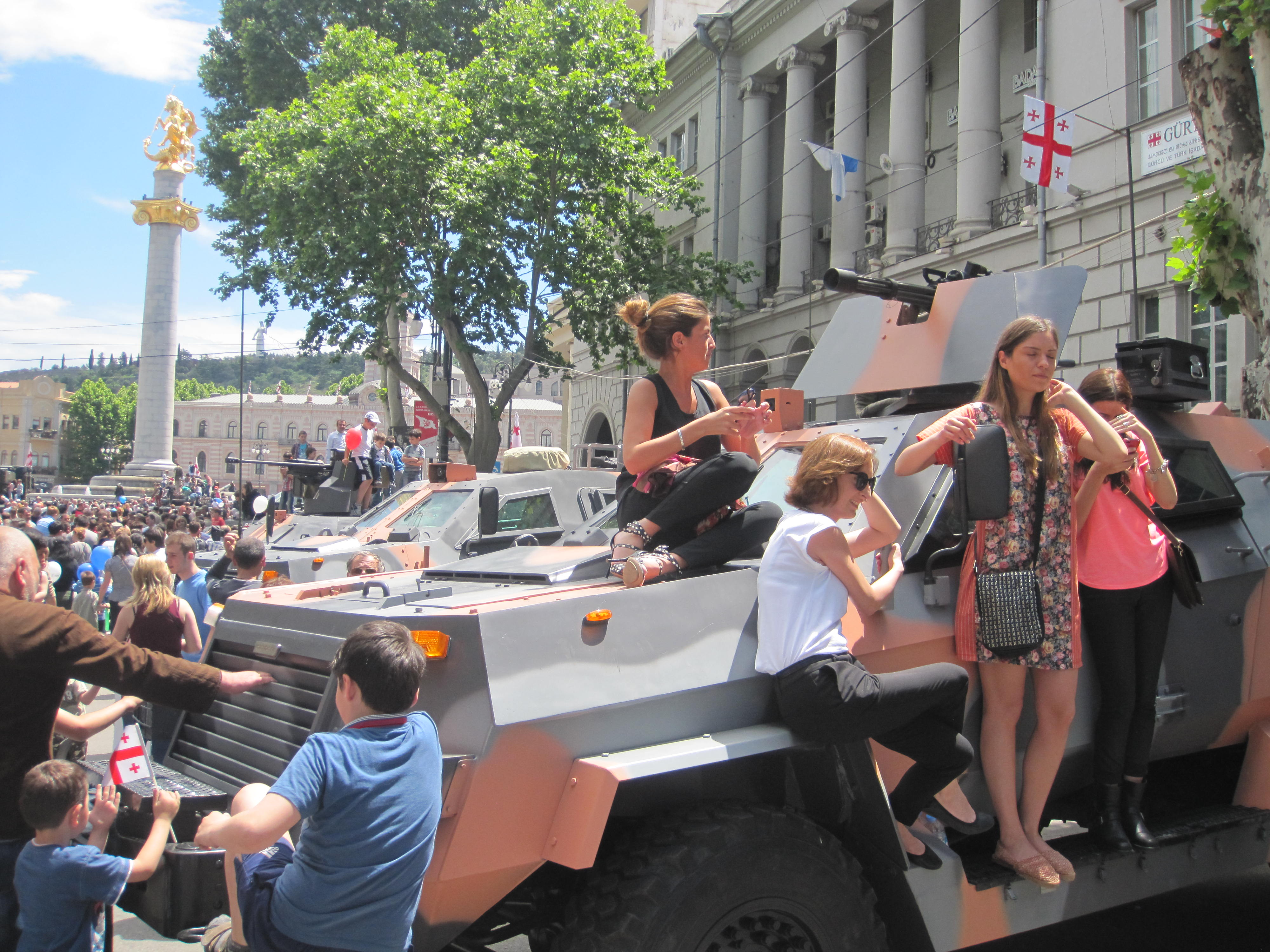
2014年5月26日格鲁吉亚民众在军用装备面前拍照